# غاريث إيفانز (لاعب اتحاد الرغبي)
غاريث إيفانز (بالإنجليزية: Gareth Evans)‏ هو لاعب اتحاد الرغبي نيوزيلندي، ولد في 5 أغسطس 1991 في هاستينجس في نيوزيلندا.

## وصلات خارجية
- غاريث إيفانز عل موقع إسبنسكروم (الإنجليزية)
- غاريث إيفانز على موقع ItsRugby.co.uk (الإنجليزية)